# گالیت
گالیت معمولی یا دولفین‌ماهی (نام علمی: Coryphaena hippurus)، یکی از ماهیان خانواده گالیت‌ماهیان (Coryphaenidae) و راسته سوف‌ماهی‌سانان می‌باشد. حداکثر اندازه در این ماهی ۲۰۰ سانتی‌متر است. بدنی کشیده و فشرده داشته و ارتفاع بدن در بالغان کمتر از ۲۵٪ طول استاندارد است. دندان‌ها بر روی فک‌ها و استخوان تیغه‌ای و کام قرار گرفته‌اند. باله پشتی منفرد و از بالای چشم تا باله دمی امتداد می‌یابد و دارای ۵۸ تا ۶۶ شعاع نرم می‌باشد.
باله مخرجی مقعر و از مخرج تا باله دمی امتداد می‌یابد و دارای ۲۳ تا ۳۰ شعاع نرم می‌باشد و باله سینه‌ای درازتر از نصف طول سر می‌باشد. روی خط جانبی دارای ۲۰۰ تا ۲۸۰ عدد پولک می‌باشد. رنگ بدن در پشت سبز-آبی و پهلوها نقره‌ای با جلای طلایی می‌باشد. باله دمی دوشاخه و واضحی دارند. پولک‌های دایره‌ای داشته و باله شکمی داخل شیاری روی بدن قرار گرفته‌است. خط جانبی در ابتدای بدن دارای برآمدگی است. نام مورد استفاده آن در جنوب ایران، گالیت بوده و وسیله صید آن، رشته قلاب طویل، قلاب خزنده و تور گوش‌گیر شناور است. این ماهی در آب‌های چابهار به طرف اقیانوس هند پراکنش دارد.